# Hej hå!
Hej hå! är ett musikalbum av Christopher Sander. Albumet som släpptes 6 maj 2009 är artistens solodebut. Albumet innehåller egna sånger samt tolkningar av Astrid Lindgren/Georg Riedel, Spacemen 3 och Daniel Johnston.

## Låtlista
1. "S.O.S." (Sander)
2. "Hjärtat slår sällsynta slag" (Sander)
3. "Mors lilla lathund" (Astrid Lindgren/Georg Riedel)
4. "Caroline (jag såg dig)" (Jonathan Cohen /Sander)
5. "Sann kärlek hittar dig till slut" (engelskt original av Daniel Johnston)
6. "M/S Prinsendam" (Sander)
7. "Ett sjunkande skepp" (Sander)
8. "Fattig bonddräng" (Astrid Lindgren/Georg Riedel)
9. "Amen" (engelskt original av Jason Pierce/Pete Kember)
10. "Underland" (Pierre Lindsjöö)
11. "Vid en flod" (Sander)
12. "Äppelöga" (duett med Anna Järvinen) (Sander)
13. "Stäppvargen" (Sander)
14. "Kalle Teodor" (Astrid Lindgren/Georg Riedel)

## Musiker
- Christopher Sander - sång, gitarr, klaviatur, bas, percussion, m.m.
- Andreas Jeppson - klaviatur, klockspel
- Mattias Bergqvist - trummor, percussion, sång
- Fredrik Swahn - bas, gitarr
- Anna Holm - violin
- Johan Klint - violin
- Erika Lundin - viola
- Amanda Hofman-Bang - cello